# Prostitución en la República Dominicana

Prostitución en Centroamérica y zona del Caribe. En azul, el modelo abolicionista, por el que la prostitución es legal, pero no está regulada, y las actividades organizadas como burdeles y el proxenetismo son ilegales, al que pertenece la República Dominicana.

La prostitución en la República Dominicana es legal, pero las actividades relacionadas con ella, como la prostitución o el proxenetismo, son ilegales. Sin embargo, las leyes sobre prostitución no suelen aplicarse. Se calcula que entre 6 000 y 10 000 mujeres ejercen la prostitución en el país. Muchas de las trabajadoras sexuales proceden de la vecina Haití. La población de inmigrantes ilegales haitianos en el país es especialmente vulnerable a la explotación.

## Turismo sexual
La República Dominicana se ha ganado la reputación de ser un importante destino para el turismo sexual internacional, aunque la actividad se concentra sobre todo en las ciudades costeras pobres (especialmente Las Terrenas, Cabarete, Sosúa y Boca Chica), donde las mujeres tienen menos oportunidades económicas que en las ciudades más grandes del país. Los inmigrantes haitianos también participan en el negocio del turismo sexual, y muchas de las prostitutas de algunas zonas son de ascendencia haitiana. En los lugares de turismo sexual se favorece a los dominicanos más claros en detrimento de los haitianos más morenos, que se ven obligados a trabajar en las calles o en los bares locales en lugar de hacerlo en las zonas más lucrativas.
La prostitución de menores es un problema, sobre todo en algunas zonas urbanas dentro de las ciudades costeras, pero ha habido una disminución de la prostitución infantil desde 2001, con el aumento de la vigilancia policial y la disminución de la corrupción. El Servicio de Control de Inmigración y Aduanas de los Estados Unidos ha comenzado a perseguir a las personas que se dedican a la prostitución infantil. Un estudio realizado en 2015 por la Misión Internacional de Justicia encontró que una cuarta parte de los trabajadores sexuales que trabajan en las calles, en los parques y en las playas eran menores de 18 años.

## VIH
Se calcula que la prevalencia del VIH/sida en la República Dominicana es del 0,7 %, una cifra relativamente baja para los estándares caribeños. Sin embargo, se estima que el porcentaje entre las trabajadoras del sexo es mucho mayor, oscilando entre el 2,5 % y el 12,4 %, dependiendo de la localidad.

## Sosúa

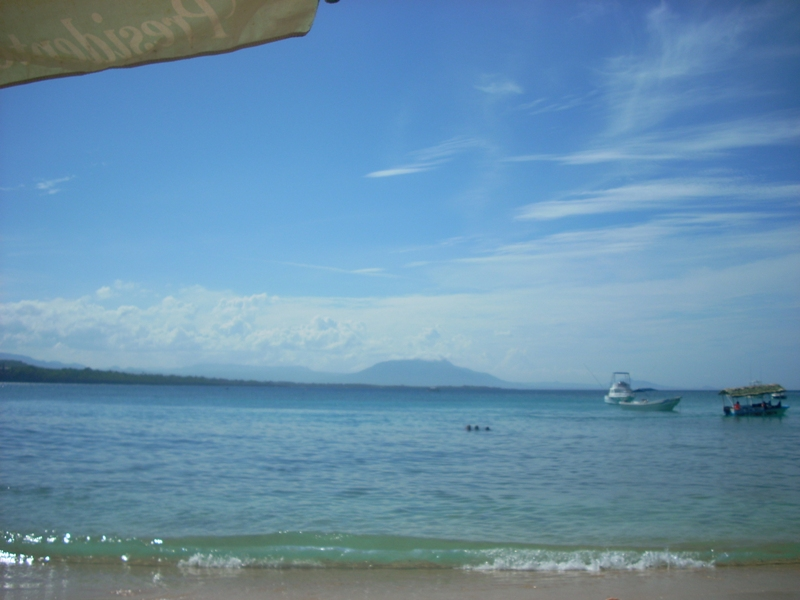
Playa de Sosúa, ubicada al norte del país, donde prolifera la actividad sexual por el mercado turístico.

Según un informe de 1998 en Sosúa, las mujeres de esta ciudad suelen tener que elegir entre trabajar con la población local o con los turistas, cada uno con sus pros y sus contras. Sin embargo, trabajar con turistas y vivir fuera de los bares locales les proporciona libertad, lejos de los dueños de los bares, pero se ven sometidas al estrés financiero de tener que pagar el alquiler por su cuenta.
El turismo sexual en la República Dominicana puede verse como algo más que el típico intercambio de dinero por sexo. Muchas de estas relaciones sexuales acaban siendo más hacia el romance y estas mujeres tienden a referirse a sus clientes habituales como novios. Las relaciones pueden acabar siendo algo más que sexo y convertirse a su vez en una relación en la que estas mujeres obtienen regalos económicos o apoyo de sus clientes habituales. Estas mujeres tienen poco o ningún control sobre sus clientes, pero casi todas buscan un marido para mejorar sus medios de vida. Muchas de estas mujeres viven hacinadas en casas con espacio, fontanería y tecnología limitados.
Por lo general, si una mujer es capaz de asegurarse a estos hombres hasta el punto de que le proporcionen estos regalos de forma constante, se consideraría un «matrimonio» para estas mujeres. Muchos de estos matrimonios son más como contratos sociales en los que los dos individuos actúan como si estuvieran casados pero sin papeles oficiales.
Estas mujeres tienden a colocar a estos hombres en pedestales más altos ignorando las fechorías que estos hombres puedan cometer debido a la fantasía de tener al hombre que las tratará bien. Muchas de estas mujeres entran en este trabajo en busca de un matrimonio oficial a pesar de los rumores de ser proxenetas de los hombres europeos debido al estilo de vida que estos hombres pueden proporcionar y el odio o complejo de superioridad sobre los hombres locales.

## Tráfico sexual
Según el Departamento de Estado de los Estados Unidos, la República Dominicana es país de origen, tránsito y destino de la trata de seres humanos. Las mujeres y los niños de la vecina Haití son especialmente vulnerables a la trata debido a la prevalencia de la esclavitud infantil «Restavek» en la cultura haitiana, que afecta a unos 300 000 niños haitianos.
También se sabe que mujeres de otras partes del Caribe, Asia, Sudamérica y Europa del Este, en menor medida, son objeto de trata en el país para la prostitución forzada. Mujeres colombianas y venezolanas que habían sido traídas al país para bailar en clubes de striptease son obligadas a trabajar en la prostitución en algunas zonas turísticas.
Las mujeres dominicanas también son objeto de trata sexual dentro de la isla, el resto del Caribe, Europa, Sudamérica y Centroamérica, Oriente Medio, Asia y Estados Unidos. Tras el terremoto de Haití de 2010, algunas trabajadoras sexuales dominicanas cruzaron la frontera con Haití en busca de clientes entre los trabajadores humanitarios y el personal de la Organización de las Naciones Unidas. A las mujeres dominicanas se les paga más por tener la piel más clara.
Para 2024, la Oficina de Vigilancia y Lucha contra la Trata de Personas del Departamento de Estado de los Estados Unidos calificó a la República Dominicana como país de «nivel 2».